# Kelyanite
La kelyanite è un minerale.